# Лінгвістична географія
Лінгвістична географія — розділ діалектології, який на основі методу картографування мовних явищ вивчає їх територіальне поширення.
Лінгвістичне картографування є способом не лише наочного подання мовних фактів, а й їх зіставлення та осмислення. Така карта, виявляючи відповідники того чи того мовного явища в різних говорах, допомагає з'ясувати походження і час його виникнення, що неможливо зробити іншими методами.
Карта відображає різні етапи розвитку й змін мовного явища в просторі. Лінгвистичне картографування дає змогу розв'язати і ряд таких важливих питань, як закономірності й основні тенденції розвитку національної мови, виявлення діалективні основи літературної мови, її взаємозв'язків з говорами на різних історичних етапах.
Необхідність у лінгвістичних картах постала перед ученими різних країн ще в 19 ст. У 1851 Срезневський у «Замітках про матеріали для географії російської мови» писав «про першу насущну потребу цієї науки — складання мовної карти». Картографування ж мовних явищ започатковане в Західній Європі в 2-й половині 19 ст. німецькім вченим Г. Венкером підготовкою атласу Рейнської провінції. У 1902—1910 був опублікований 12-томний «Лінгвістичний атлас Франції» Ж. Жільєрона й Е. Едмона, після чого одним з основних напрямів досліджень національних мов стає укладання лінгвістичних атласів. Більшість з них з'явилася у 2-й половині 20 ст.
За способом опрацювання і відображення на картах матеріалу визначилися різні школи лінгвістичної географії. Це передусім романська школа, основоположною працею якої став згаданий атлас французької мови. За його принципом, в основу картографування береться окремо слово, яке наноситься на карту в записі фонетичною транскрипцією. Так побудовані атласи інших романських мов. Німецька школа лінгвістичної географії характеризується застосуванням різних умовних знаків — лінійних і фігурних (різноколірних). Принципи цієї школи застосовано в ряді атласів європейських мов, у тому числі слов'янських, зокрема в «Малому атласі польської мови» (1957—1968). Російська школа лінгвістичної географії, продовжуючи значною мірою традиції німецької школи, виробила свою теорію, принципи й способи картографування. Розвиток її пов'язаний головним чином з працями Р. Аванесова та його послідовників. В атласі російської мови (1957 опубл. «Атлас русских народных говоров центральних областей к востоку от Москвы»; 1986 — «Диалектологический атлас русского языка, в. 1. Фонетика»; 1989 — «Диалектологический атлас русского языка, в. 2. Морфология») основними засобами картографування є одно- й багатоколірні геометричні фігури з різним їх заповненням, кольорові штрихування, площини та ізоглоси. Картографуються мовні явища як елементи системи мови на основі великої кількості слів-репрезентантів. Теоретичні засади російської лінгвістичної географії узагальнено в книжці «Питання теорії лінгвістичної географії» (1962).
Українська лінгвістична географія починається від перших класифікацій українських говорів і складання діалектологичних карт. Уже в праці «Наріччя, піднаріччя й говори Південної Росії в зв'язку з наріччями Галичини» К. Михальчука (1877) наведено першу класифікаційну карту української мови. З кінця 20-х рр. 20 ст. з'являються праці, у яких робляться спроби дослідити українські говори лінгвогеографічним методом (П. Бузука, І. Панькевича, К. Дейни та ін.). Визначаються ареали як окремих діалистичних елементів, так і діалистичних утворень, починається картографування окремих діалистичних рис у межах певних територій. Створений «Атлас української мови» (опубл. т. 1 — 2, 1984—1988) відбиває діалистичну диференціацію української мови 50 — 70-х рр. 20 ст., окреслює межі поширення одиниць діалистичного членування, співвідношення у структурі говорів літературно-нормативних і регіональних елементів. Регіональні (обласні) атласи, орієнтуючись переважно на загальномовні, поглиблюють і доповнюють останні. Багато діалистичних рис функціонують на порівняно невеликій території, а тому в загальномовому атласі недостатньо або взагалі не відбиті. Регіональні атласи з густішою мережею обстежених пунктів відбивають їх значно повніше.
В останньому десятилітті 20 ст. розпочався якісно новий етап розвитку лінгвістичної географії: виникла ідея створити атлас, який би виявив міжмовні й діалистичні ізоглоси, що суттєво для пізнання історичного розвитку споріднених мов, їхньої територіальної диференціації. Таким є «Общеславянский лингвистический атлас» (Серия фонетико-грамматическая, в. 1, 1988; в. 2а, 2б, 1990; в. 3, 1994; Серия лексико-словообразовательная, в. 1, 1988). Розпочато видання «Atlas Linguarum Europae» («Лінгвістичний атлас Європи»; b. 1, 1983; b. 2, 1986), об'єктом картографування якого є віддалено споріднені й неспоріднені мови Європи, та «Общекарпатского диалектологического атласа» (в. 1, 1989), де таким об'єктом є генетично ближчі й віддалені мови регіону Карпат і суміжних територій; у цих атласах представлена й українська мова.